# Heteropalpoides aberrans
Heteropalpoides aberrans là một loài bọ cánh cứng trong họ Cerambycidae.